# René Vandenberghe
Pour les articles homonymes, voir Vandenberghe.
René Vandenberghe, parfois orthographié René Van den Berghe, né le 5 mars 1887 à Pittem et mort le 3 juillet 1958 à Roulers, est un coureur cycliste belge. Professionnel de 1909 à 1921, il a remporté le Tour de Belgique en 1911. Il a également participé au Tour de France à quatre reprises, obtenant son meilleur résultat en 1912 avec la 12e place du classement général.

## Palmarès
- 1908
  - 4e de Liège-Bastogne-Liège
- 1909
  - 1re étape du Tour de Belgique
- 1910
  - 1re étape du Tour de Belgique
  - Bruxelles-Roubaix
- 1911
  - Tour de Belgique
    - 2e, 3e, 5e, 6e et 7e étapes
    - Classement général
- 1912
  - Six jours de Bruxelles
- 1913
  - 5e étape du Tour de Belgique
  - 3e de Bordeaux-Paris
  - 4e de Paris-Tours
  - 3e de Poelkapelle
- 1915
  - 2e des Six jours de Bruxelles
- 1925
  - 2e de Tourcoing-Dunkerque-Tourcoing